# Репин, Владимир Александрович (хоккеист)
Владимир Александрович Репин (род. 19 июля 1989, Москва) — российский хоккеист, защитник. Мастер спорта России (2017).

## Биография
Занимался в московских школах «Серебряные акулы» и ЦСКА (с 2003). Начинал играть в первой лиге за ЦСКА-2 (2004/05 — 2008/09). В сезоне 2009/10 выступал в МХЛ за команду ЦСКА-«Красная армия». 1 ноября 2009 года дебютировал в КХЛ, проведя единственный матч за ЦСКА в гостевой игре против СКА (3:5). 1 февраля 2010 был обменян в «Ладу» на Степана Кривова, провёл за команду в КХЛ пять матчей. Летом 2010 года был на просмотре в нижегородском «Торпедо», но продолжил карьеру в ВХЛ, выступая за команды «Динамо» Тверь (2010/11), «Динамо» Балашиха (2011/12), «Лада» (2011/12), «Нефтяник» Альметьевск (2012/13), «Дизель» Пенза (2013/14 — 2014/15), «Торпедо» Усть-Каменогорск (2015), ТХК Тверь (2015/16 — 2016/17), «Южный Урал» Орск (2017/18 — 2018/19), «Тамбов» (2019).
Играл в чемпионате Казахстана за клуб «Кулагер» (2019/20 — 2021/22).
Победитель хоккейного турнира Универсиады (2017).
Тренер в школе «Олимпийская деревня-80».